# Rižský mír

Hranice mezi Polskem a Ruskem po uzavření Rižského míru

Rižský mír neboli Rižská smlouva (polsky: Traktat Ryski, rusky: Рижский договор) byl podepsán v lotyšské Rize 18. března 1921 mezi Polskem a sovětským Ruskem, a ukončil tak polsko-sovětskou válku.

## Předcházející události
Konec první světové války zanechal střední a východní Evropu v mocenském vakuu. Bývalá impéria Rakousko-Uhersko a Rusko se rozpadla na mnoho nástupnických států, které z většiny neměly pevně dané hranice. Ve stejné situaci se nacházelo Polsko, které získalo nezávislost v listopadu 1918. Probíhající občanská válka v Rusku byla pro Poláky příležitostí získat nazpět území, o které přišli během dělení Polska v letech 1772 až 1795. Jednalo se především o rozsáhlá území dnešní Ukrajiny a Běloruska. Na druhé straně bolševici viděli v nadcházejícím konfliktu s Polskem vytvoření pomyslného můstku, po kterém by se světová třídní revoluce šířila dále do Evropy.
Válka probíhala od února 1919 a po částečných oboustranných úspěších eskalovala bitvou u Varšavy a bitvou u Němenu v srpnu a září 1920. Po dvou drtivých porážkách přišli bolševici o téměř celou armádu. Hrozba další polské ofenzívy je donutila požádat o mírová jednání. Poláci nabídku k míru přijali, protože byli jednak tlačeni Společností národů k ukončení bojů, jednak kontrolovali většinu požadovaných území a v neposlední řadě byla polská armáda po dlouhých bojích na pokraji vyčerpání.

## Průběh jednání

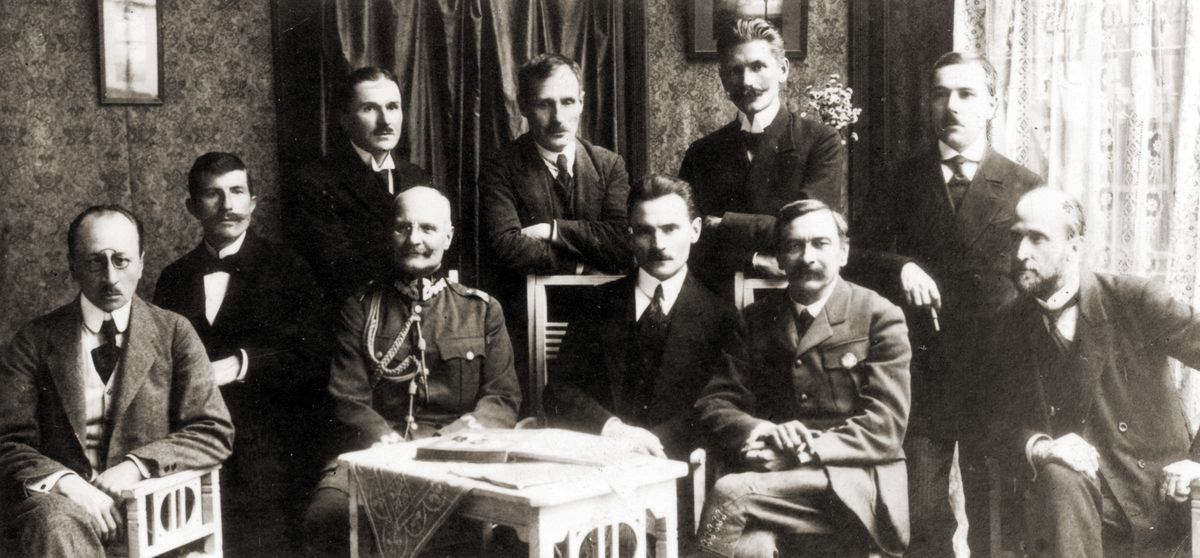
Polská delegace v Rize (sedící zleva: Władysław Kiernik, plk. Kuliński, Jan Dabski, Stanisław Grabski, Leon Wasilewski, stojící: Wichliński, Witold Kamieniecki, Norbert Barlicki, Adam Mieczkowski, Waszkiewicz)

První jednání započala 17. srpna 1920 v Minsku, ale po masivním polském protiútoku se přesunula do lotyšské Rigy, kde pokračovala 21. září 1920. Sověti navrhli dvě možné podoby smlouvy. První 21. září a druhou 28. září. Polská delegace svoje požadavky předložila 2. října. O tři dny později Sověti navrhli změny v polském návrhu, které byly polskou stranou přijaty. Příměří bylo podepsáno 12. října a vešlo v platnost 18. října 1920. Za Poláky podepsal smlouvu o příměří Jan Dąbski a za Sověty Adolf Abramovič Joffe.
Díky polským vojenským úspěchům musela sovětská delegace udělat několik velkých ústupků, co se týče konečných hranic. Poláci požadovali území, kde polská menšina tvořila více než 30% obyvatelstva. Další území se stala vnitřní politickou diskuzí mezi Národními demokraty, kteří měli podporu ve středním a západním Polsku a politiky podporující generála Piłsudského, kteří měli své pozice právě na východě země. Kdyby východní území Ukrajiny a Běloruska připadla Polsku, Národní demokraté by nikdy nevyhráli volby. Nakonec tak města jako Minsk a Kamenec Podolský připadla sovětskému Rusku.
Jednání mezi delegacemi se velice vlekla, a to hlavně díky bolševické neochotě podepsat konečný dokument. Sovětské vedení se však začalo potýkat s rostoucími nepokoji a povstáními v samotném Rusku (Kronštadtské povstání, Tambovské povstání). Lenin tak nařídil diplomatům urychlené podepsání smlouvy. Smlouva byla podepsána 18. března 1921 a jejím výsledkem bylo rozdělení sporných území na Ukrajině a Bělorusku mezi Polsko a sovětské Rusko.

## Podmínky smlouvy
Smlouva obsahuje 26 článků. Polsko podle ní mělo obdržet peněžní kompenzaci 30 miliónů rublů ve zlatě za ekonomický přínos polských území Rusku po dělení Polska (tato suma nebyla Polsku nikdy vyplacena). Dále Rusko muselo předat Polsku železniční materiál (lokomotivy, vagóny atd.) v hodnotě 29 miliónů rublů. Do Polska se měly z Ruska vrátit veškeré polské národní poklady, který byly z polských území odvezeny od roku 1772. Jednalo se mezi jinými o Jagelonskou tapiserii a knihy z knihovny Załuských ve Varšavě. Obě strany se zřekly nároků na válečné reparace a zavázaly k výměně zajatců.
Třetí článek stanovil, že teritoriální požadavky mezi Polskem a Litvou budou řešeny mezi těmito státy (jednalo se o území okolo Vilniusu, viz polsko-litevská válka). Článek 6 stanovil možnosti svobodné volby občanství na obou stranách hranice. Článek 7 zaručoval všem menšinám svobodný rozvoj, používání jejich mateřského jazyka a provozování jejich náboženství.

## Následné události

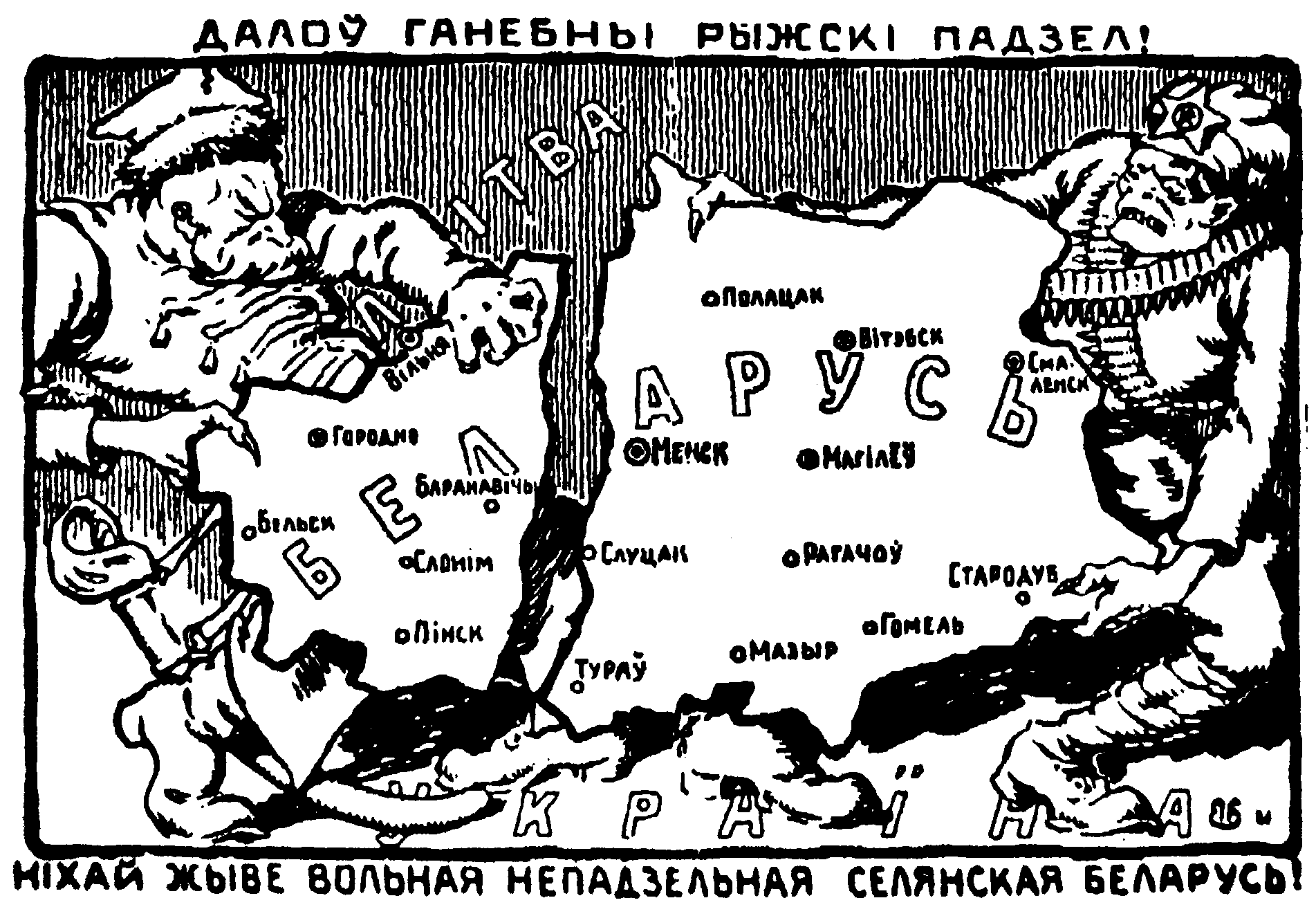
Karikatura dělení Běloruska mezi Polsko a Rusko s nápisem: Pryč s hanebným rižským dělením! Ať žije svobodné, nedělitelné, rolnické Bělorusko!

Státy Dohody se zprvu zdráhaly uznat smlouvu, která byla podepsána bez jejich účasti. Francie a Velká Británie byly více nakloněny východní hranici Polska na Curzonově linii, která vedla o 250 km více na západ než hranice z Rižského míru, ale z ohledu na to, že nezávislá Ukrajina ani Bělorusko nevznikly a jejich východní části připojeny k sovětskému Rusku byl už tento požadavek irelevantní. Nakonec první uznala smlouvu Francie, následovaná Velkou Británií, Itálií a Japonskem v roce 1923.
V Polsku se Rižská smlouva setkala s kritikou od samého začátku. Mnoho Poláků bylo názoru, že co získalo Polsko zbraněmi, zase ztratilo při podepsání smlouvy. Generál Piłsudski, který byl v Rize pouze jako pozorovatel se vyjádřil o smlouvě jako o aktu zbabělosti, který slouží pouze pro krátkodobý prospěch politiků z Národně demokratické strany.
Běloruské a ukrajinské hnutí za nezávislost vidělo ve smlouvě velký nezdar. Území Běloruské lidové republiky a Ukrajinské lidové republiky bylo bez souhlasu představitelů zmíněných států rozděleno mezi Polsko a sovětské Rusko. Čtyři milióny Ukrajinců a přes milión Bělorusů se ocitlo v nově vzniklém polském státě. Poláků v celém Polsku bylo dohromady přibližně 68 % (ve východní části země 40 %), Ukrajinců bylo 15 % (ve východní části země 38 %), Bělorusů 4 % (ve východní části země 9 %) a Židů 7 % (ve východní části země 8 %). Bělorusové a Ukrajinci v sovětském Rusku, získali autonomii, ale zároveň byli vystaveni různým formám rusifikace.
Nejhůře nesli podepsání smlouvy Ukrajinci, které vedl Symon Petljura. Během bojů s bolševiky byli s Poláky oficiálně spojenci. Podepsání smlouvy cítili jako velkou zradu od svého bývalého spojence. Mnoho z nich opustilo Ukrajinu a začalo organizovat odpor proti Polákům a Rusům v zahraničí. Vzniklo tak výrazné národnostní pnutí mezi Poláky a Ukrajinci, které pod vedením ukrajinských nacionalistů vyústilo ve 30. a 40 letech v násilnosti a mnohdy i v etnické čistky v polské části Ukrajiny.

## Následky smlouvy
Smlouva znamenala konec plánů generála Piłsudského na vytvoření Mezimoří, federaci středoslovanských a východoslovanských národů pod vedením Polska. Lenin nebyl se smlouvou taktéž spokojen, protože musel odložit své plány pro rozšíření proletářské revoluce dále do Evropy.
Rižský mír stabilizoval vztahy mezi Polskem a sovětským Ruskem na dalších 20 let. Problém hranic mezi těmito státy se opět otevřel předvečer druhé světové války. Podle některých pozorovatelů bylo pro Polsko velice nešťastné připojit k nově vzniklému státu území s tak velkým počtem lidí jiné národnosti. Ukrajinci a Bělorusové po celou dobu usilovali o nezávislost, a tak se východní hranice se smíšeným obyvatelstvem stala pro Polsko velice těžce bránitelnou.

### Situace menšin
Etničtí Poláci na ruské straně hranice byli postiženi asi nejvíce ze všech menšin. Trpěli pronásledováním a konfiskací majetku. Během tzv. polské operace NKVD v letech 1937–1938 bylo povražděno kolem 100 000 Poláků. Nakonec byla většina Poláků ve třicátých letech deportována do Kazachstánu a na Sibiř.
Ukrajinská a běloruská populace se dostala pod různý stupeň represí, v závislosti na které straně hranice se ocitla. V sovětském Rusku se staly tyto menšiny cílem sovětizace, jejich kultura byla potlačována, mnoho komunit bylo přesídleno. Celý proces přesidlování, kolektivizace a represí pak vyústil v katastrofální hladomor na Ukrajině v letech 1932–33.
Ve východním Polsku Ukrajinci a Bělorusové měli vlastní národní školství, existovaly menšinové národní organizace, které získaly mnoho křesel v polském parlamentu, ale zároveň byli vystaveni silnému polonizačnímu tlaku. Místní menšiny ale kladly silný odpor a především Ukrajinci si rychle osvojili teroristické praktiky proti polským úřadům. Vznikla tak Organizace ukrajinských nacionalistů, která se stala přední organizací odporu proti okupaci ukrajinských území.